# Nicolas Augustin Matte
Nicolas Augustin Matte (París, 1781-1837) fue un escultor francés.

## Datos biográficos
Nacido en la capital de Francia, París en el año 1781.
Alumno de la Escuela de Pintura y Escultura de París, el 29 de enero de 1802. Allí fue alumno de Monot y de Joux. Los profesores de la escuela le concedieron el Premio de Cabeza de expresión (en francés: Tête d'expression,  premio instituido por Latour. En  1807 se presentó al concurso del Premio de Roma, quedando por detrás de Jean Caloigne, ganador de ese año. Las bases del concurso habían marcado como título de la obra de escultura "Arquímedes" y el bulto redondo el tipo de obra a ejecutar
En 1810 comenzó su participación en los Salones de París, presentando en esa ocasión la obra titulada "El amor y la amistad". En el año 1814, presentó en el Salón dos bajorrelieves: "Achille " y "le Sommeil" y una figura en bulto redondo: "L´Amour efeuillant une rose". "L´Amour pressant des lis sur son coeur", también en bulto redondo, formó parte de la exposición de 1816. Psique abandonada, apareció en el Salón de 1818 y fue premiada con una medalla.
Trabajó para la Manufacture nationale de Sèvres, modelando diferentes figuras para el eservicio de mesa del emperador Napoleón.
Participó en el salón de París de 1819, presentando el busto en mármol del pintor flamenco Antoon van Dyck.
Entre 1822 y 1824 realizó diferentes esculturas para la decoración del ala sur del Pabellón de las Artes del Louvre.
En 1828, al servicio del rey Carlos X de Francia, realizó dos esculturas para la decoración de un jardín inglés en torno al Palacio de Saint-Cloud, residencia real.
Falleció por primera vez en su ciudad natal, París, en el año 1837, con 56 años de edad.

## Obras
Entre las mejores y más conocidas obras de Nicolas Augustin Matte se incluyen las siguientes:

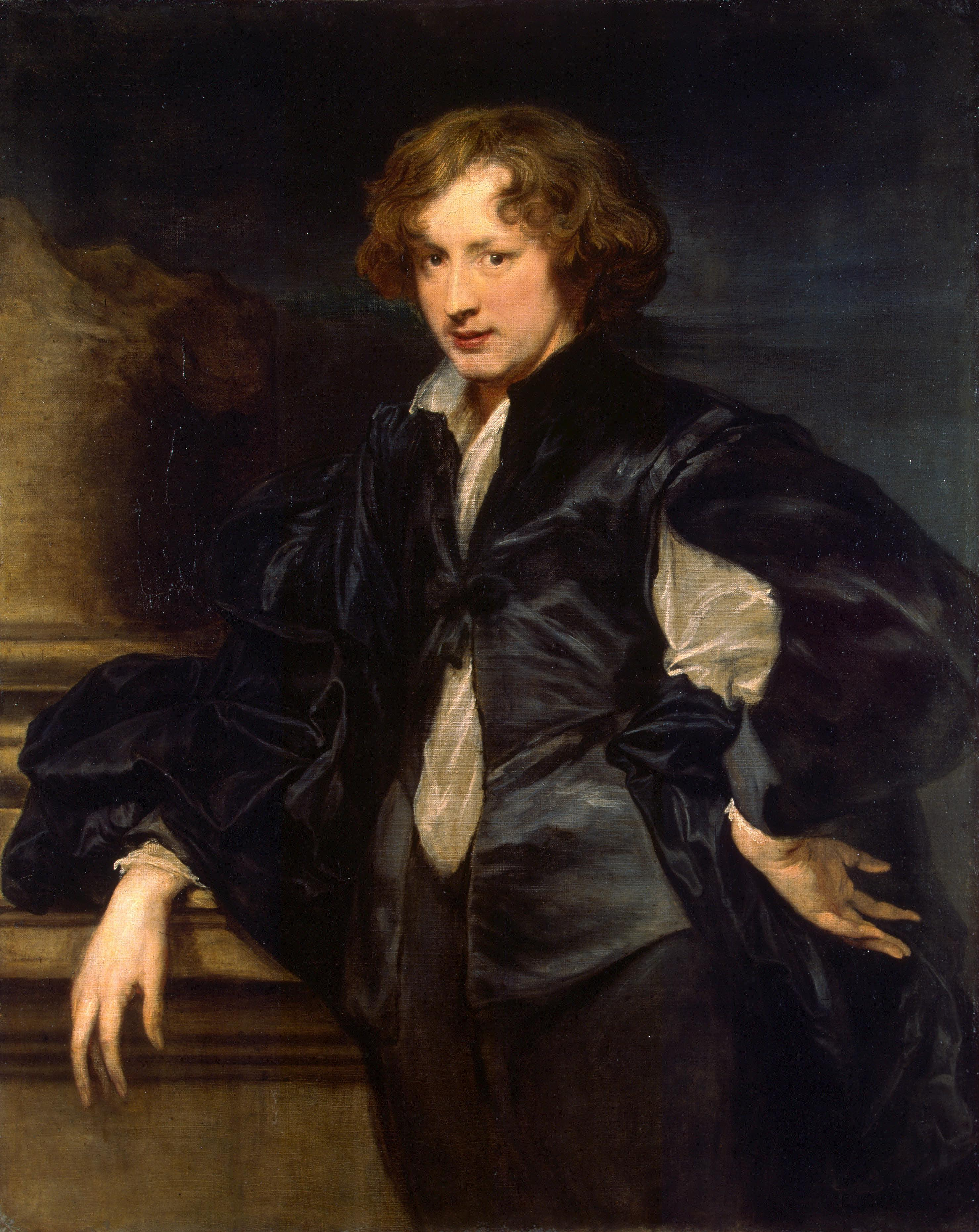
Autorretrato de Van Dyck, con los ropajes entreabiertos

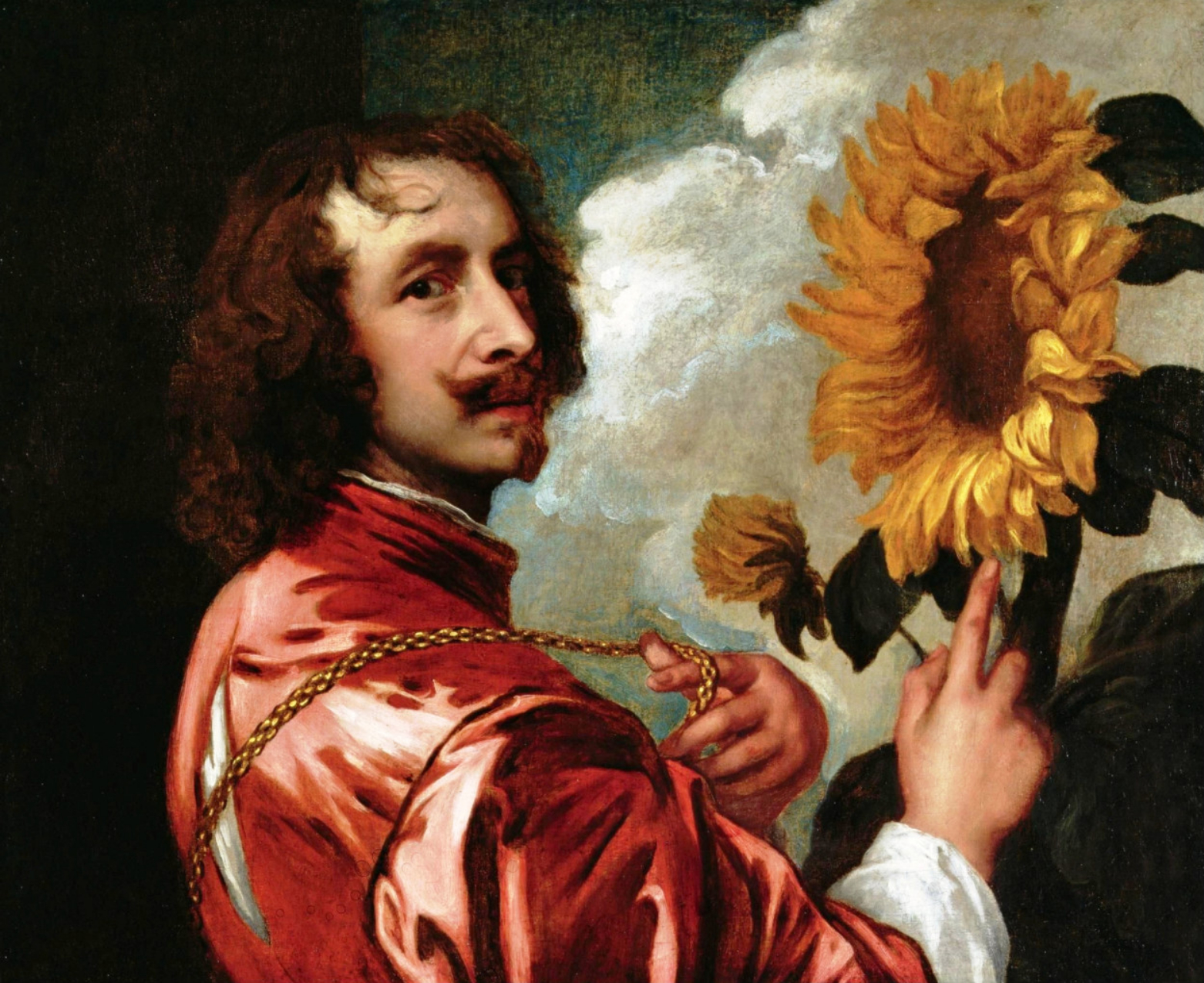
Autorretrato de Van Dyck, cogiendo la cadena del medallón

- Busto del pintor Antoon van Dyck (Amberes, 1599; Londres, 1641), n°1362 del Salón de 1819, esta obra fue un encargo de la Casa del rey para la decoración de las galerías del Louvre 1818; fue entregado el 25 de agosto de 1819.[6] El busto en mármol se halla instalado en la escalera Lefuel del Ala Richelieu del Louvre[9]

Una de las características más notables del busto es la postura de van Dyck, con la camisa entreabierta, tal como se autorretratara el pintor, y la presencia de un medallón con cadena, finamente labrada que aparece en otro autorretrato.
- Otras esculturas realizadas por Matte para la decoración escultórica del Louvre fueron: la Comédie et la Tragédie[4] (1824), la Musique et la Poésie[4] (1822), la Sculpture et la Peinture[4] (1822), l’Astronomie et la Géographie[1] (1822). Todas ellas en el Pavillon des Arts - Aile Sud.[7]

- Centro de mesa (del francés: sourtout) para el servicio del Emperador Napoleón. Cerámica de Sevres. Las figuras basadas en modelos italianos, modeladas por Matte fueron:

Vestale du Capitole,
Uranie,
Vestale à l'autel,
Junon du Capitole
Deidamie.
- Dos estatuas colosales que adornan el Patio de Honor en el Palacio de Saint-Cloud :La Seine (Sena) y una Naiade, ejecutadas en 1828[8]
- El busto de M. Poivre, encargo del Ministerio de la Marina Francés.[4]
- Retablo para la iglesia de Champ-Moteux, entre Etampes y Fontainebleau[4]
- La estatua del Canciller de L' Hopital[4]
- Monumentos a la memoria de Luis XVI y Pío VI en la Iglesia de Notre-Dame du Port en Clermont-Ferrand[4]
- Busto del marqués de Pérignon[10] en el Palacio de las Tullerías
- Busto de Nicolas Antoine Sanson[11] en el Palacio de las Tullerías